# Myotis izecksohni
Myotis izecksohni és una espècie de ratpenat del gènere Myotis. Habita zones selvàtiques del centre-est de Sud-amèrica. Té una dieta insectívora.

## Taxonomia
Aquesta espècie fou descrita l'any 2011 pels zoòlegs Ricardo Moratelli, Adriano L. Peracchi, Daniel Dias i João A. de Oliveira.

## Localitat tipus
La localitat tipus referida és: "Fazenda Maria Brandina (a una altitud de 760 msnm, a les coordenades: 22°36’S 43°27’W), reserva biológica do Tinguá, Tinguá, estat de Rio de Janeiro, Brasil.

## Holotip
L'holotip és l'espècimen catalogat com a: ALP 6675; és un mascle adult del qual es conservà la pell i l'esquelet, incloent-hi el crani i la mandíbula. Fou recollit per Daniel Dias (número de camp original DDT 199) el 25 de juny del 2005.

### Etimologia
El nom específic és un epònim que es refereix a l'herpetòleg brasiler Eugenio Izecksohn, en reconeixement de les seves destacades contribucions per a descriure la biodiversitat de Rio de Janeiro, entre les quals és rellevant el descobriment, a la reserva biològica Tinguá, d'un dels vertebrats terrestres més petits del món (7 a 10 mm), l'anur Brachycephalus didactylus.

## Caracterització i relacions filogenètiques
M. izecksohni té el pelatge llarg i sedós, el qual a la part dorsal varia de marró a marró fosc, amb la base del pèl més fosca, mentre que les parts ventrals són similars, però amb les puntes del pèl més clares. Les orelles són de mida mitjana. Les membranes alars són de color marró fosc, gairebé negre i s'estenen posteriorment fins a la base dels dits dels peus, que són petits. La llarga cua està totalment inclosa en el gran uropatagi.
És similar a M. levis i M. nigricans, de les quals es diferencia per la seva major mida (avantbraç 36,5 i 37,8 mm); pèls dorsals més llargs (8,2 mm), patró cromàtic marró fosc; pèls ventrals més llargs (6,3 mm); membranes fosques (gairebé negres), i pel seu crani, que manca de cresta sagital i és proporcionalment una mica més gros (14,5 mm).